# 齐费尔布拉特
齐费尔布拉特（烏克蘭語：Циферблат）是乌克兰的乐队，由歌手丹尼伊尔·莱欣斯基（Даниїл Лещинський）、吉他手瓦伦廷·莱欣斯基（Валентин Лещинський）和鼓手费迪尔·霍达科夫（Федір Ходаков）三人组成。他们代表乌克兰参加2025年歐洲歌唱大賽，参赛歌曲是《祈願之鳥》。